# Benjamín Fal
Benjamín Fal ist ein ehemaliger mexikanischer Fußballspieler und Fußballspieler. Er agierte meistens im Offensivbereich.

## Leben

### Spieler
Fal stand in der Saison 1959/60 beim Club Necaxa unter Vertrag, mit dem er durch einen 10:9-Sieg im Elfmeterschießen (das Spiel selbst endete 2:2) gegen den CD Tampico die Copa México gewann. Im anschließenden Supercupfinale gegen den amtierenden Meister Chivas Guadalajara erzielte er in der 110. Minute den wichtigen Ausgleichstreffer zum 2:2 und ermöglichte seiner Mannschaft somit das torreichste Elfmeterschießen in der Geschichte des mexikanischen Supercups. Erneut endete das Elfmeterschießen 10:9, diesmal allerdings zu Ungunsten der Necaxistas.

### Trainer
Nach Beendigung seiner aktiven Karriere war Fal in der Saison 1984/85 als Assistenztrainer von José Antonio Roca erneut für Necaxa tätig. Wenige Jahre später führte er den CF Pachuca in der Saison 1991/92 zur Zweitligameisterschaft und zum Aufstieg in die Primera División, wo er die Mannschaft noch bis Ende Februar 1993 betreute. Mit der Bilanz von jeweils sieben Siegen und Unentschieden sowie 15 Niederlagen endete seine einzige Erstligasaison.
Ferner war Benjamín Fal als Cheftrainer in der prestigeträchtigen Amateurliga Española de Fútbol für Centro Gallego und Galicia Selección Liga im Einsatz.

## Erfolge

### Spieler
- Mexikanischer Pokalsieger: 1959/60 (mit Necaxa)

### Trainer
- Mexikanischer Zweitligameister: 1991/92 (mit Pachuca)